# Michelle Gisinová
Michelle Gisinová (* 5. prosince 1993 Samedan, Graubünden) je švýcarská reprezentantka v alpském lyžování, univerzální závodnice startující ve všech disciplínách.
Na Zimních olympijských hrách 2018 v Pchjongčchangu se stala olympijskou vítězkou v superkombinaci. Na pekingské Zimní olympiádě 2022 obhájila superkombinační prvenství a odvezla si také bronz ze superobřího slalomu. Švýcarsko reprezentovala také na Zimní olympiádě 2014 v Soči, kde dojela dvacátá osmá ve slalomu. Na Mistrovství světa 2017 ve Svatém Mořici obsadila druhé místo v superkombinačním závodu a v téže disciplíně skončila třetí na MS 2021 v Cortině d'Ampezzo.
Ve Světovém poháru debutovala stejně jako Vlhová semmeringským slalomem v prosinci 2012, v němž nedojela do cíle druhého kola. V konečném hodnocení poháru se nejlépe umístila v sezóně 2020/2021 na 3. pozici. Do října 2022 v něm vyhrála 1 slalomový závod. Triumfem v Semmeringu ukončila na sklonku prosince 2020 téměř čtyřletou šňůru 28 slalomových vítězství Petry Vlhové a Mikaely Shiffrinové.
Staršími sourozenci jsou lyžař Marc Gisin a olympijská šampionka ze Soči Dominique Gisinová. V roce 2014 navázala partnerský vztah s italským alpským lyžařem Lucou De Aliprandinim.

## Světový pohár

### Stupně vítězů

#### Přehled
|        | Slalom | Obří slalom | Sjezd | Super-G | Kombinace | Paralel. sl. | Celkem |
| Výhry  | 1      | 0           | 0     | 0       | 0         | 0            | 1      |
| Pódium | 7      | 3           | 4     | 3       | 2         | 0            | 19     |

#### Závody
| Umístění na stupních vítězů |                    |                           |             |          |
| Sezóna                      | datum              | místo konání              | disciplína  | umístění |
| 2017                        | 16. prosince 2016  | Val d'Isere, Francie      | kombinace   | 2.       |
| 2018                        | 2. prosince 2017   | Lake Louise, Kanada       | sjezd       | 3.       |
| 2018                        | 9. prosince 2017   | Sv. Mořic, Švýcarsko      | Super-G     | 2.       |
| 2018                        | 4. března 2018     | Crans-Montana, Švýcarsko  | kombinace   | 2.       |
| 2019                        | 30. listopadu 2018 | Lake Louise, Kanada       | sjezd       | 2.       |
| 2019                        | 1. prosince 2018   | Lake Louise, Kanada       | sjezd       | 3.       |
| 2020                        | 29. prosince 2019  | Lienz, Rakousko           | slalom      | 3.       |
| 2020                        | 11. ledna 2020     | Altenmarkt, Rakousko      | sjezd       | 3.       |
| 2021 (1 vítězství)          | 22. listopadu 2020 | Levi, Finsko              | slalom      | 2.       |
| 2021 (1 vítězství)          | 29. prosince 2020  | Semmering, Rakousko       | slalom      | 1.       |
| 2021 (1 vítězství)          | 3. ledna 2021      | Záhřeb, Chorvatsko        | slalom      | 3.       |
| 2021 (1 vítězství)          | 16. ledna 2021     | Kranjska Gora, Slovinsko  | obří slalom | 3.       |
| 2021 (1 vítězství)          | 17. ledna 2021     | Kranjska Gora, Slovinsko  | obří slalom | 2.       |
| 2022                        | 21. prosince 2021  | Courchevel, Francie       | obří slalom | 3.       |
| 2022                        | 28. prosince 2021  | Lienz, Rakousko           | slalom      | 3.       |
| 2022                        | 22. ledna 2022     | Cortina d'Ampezzo, Itálie | Super-G     | 3.       |
| 2022                        | 12. března 2022    | Åre, Švédsko              | slalom      | 3.       |
| 2022                        | 17. března 2022    | Courchevel, Francie       | Super-G     | 3.       |

### Konečné pořadí v sezónách
| Sezóna                        |         |                  |             |         |       |           |                  |   |
| Věk                           | Celkové | Slalom           | Obří slalom | Super-G | Sjezd | Kombinace | Paralelní slalom |   |
| 2013                          | 19 let  | 79.              | 35.         | —       | —     | —         | —                | — |
| 2014                          | 20 let  | 82.              | 31.         | —       | —     | —         | —                | — |
| 2015                          | 21 let  | 45.              | 18.         | 38.     | —     | —         | —                | — |
| 2016                          | 22 let  | 44.              | 14.         | —       | —     | —         | 21.              | — |
| 2017                          | 23 let  | 27.              | 16.         | —       | 41.   | 28.       | 5.               | — |
| 2018                          | 24 let  | 7.               | 13.         | 50.     | 4.    | 6.        | Stříbrná medaile | — |
| 2019                          | 25 let  | 16.              | 14.         | 37.     | 24.   | 9.        | —                | — |
| 2020                          | 26 let  | 8.               | 8.          | 11.     | 17.   | 24.       | 8.               | — |
| 2021                          | 27 let  | Bronzová medaile | 4.          | 4.      | 13.   | 15.       | —                | — |
| 2022                          | 28 let  | 5.               | 7.          | 8.      | 12.   | 16.       | —                | — |
| Aktualizováno k 5. dubnu 2022 |         |                  |             |         |       |           |                  |   |

## Vrcholné akce

### Mistrovství světa
| Rok                                         | Věk    | Slalom  | Obří slalom | Super-G | Sjezd   | Kombinace | Týmy    |
| 2013                                        | 19 let | 26.     | —           | —       | —       | —         | 9.      |
| 2015                                        | 21 let | DNF2    | 32.         | —       | —       | —         | 4.      |
| 2017                                        | 23 let | 21.     | —           | —       | 8.      | 2.        | —       |
| 2019                                        | 25 let | zranění | zranění     | zranění | zranění | zranění   | zranění |
| 2021                                        | 27 let | DNF1    | 11.         | 8.      | 5.      | 3.        | —       |
| DNF1/2 – nedojela do cíle v 1. nebo 2. kole |        |         |             |         |         |           |         |

### Zimní olympijské hry
| Rok  | Věk    | Slalom | Obří slalom | Super-G | Sjezd | Kombinace | Týmy |
| 2014 | 20 let | 28.    | —           | —       | —     | —         | —    |
| 2018 | 24 let | 16.    | —           | 9.      | 8.    | 1.        | —    |
| 2022 | 28 let | 6.     | 10.         | 3.      | —     | 1.        | —    |